# 西村元男
西村 元男（にしむら もとお、1913年7月15日 - 1998年2月7日）は、日本の映画監督、脚本家。主にコメディ映画、ミュージカル映画、ドキュメンタリー映画を監督した。

## 略歴
日本大学芸術学部卒業（6期生）。その後、大映株式会社入社。
終戦後、大映に復帰。助監督から監督となり、1963年の退職まで多数の映画に携わる。
独立して映像編集、制作会社を立ち上げるも、1969年に解散。
1998年、肺ガンにより死去。
死後、2002年、企画した『陽はまた昇る』が西田敏行主演で東映より映画化された。

## 主な作品

### 監督
- 花嫁の正体（1947年、大映）
- 大都会の丑満時（1949年、大映）
- シミキンの無敵競輪王（1950年、東宝）
- 拾った人生（1952年、新理研映画）
- 歌う女剣劇（1953年、大映）
- こんな別嬪見たことない（1954年、大映）
- 桜まつり歌合戦（1954年、大映）
- ジャズ・スター誕生（1954年、東宝）
- こんな美男子見たことない（1954年、大映）
- 陽気な探偵（1954年、東京映画）
- 君待船（1954年、大映）
- 恋の野球拳　こういう具合にしやしゃんせ（1955年、大映）
- 現金の寝言（1956年、大映）
- ボロ靴交響楽（1956年、東京映画）
- 天使もお年ごろ（1956年、大映）
- 続天使もお年ごろ（1956年、大映）
- 東京よいとこ（1957年、東京映画）
- 黒い炎（1958年、大映）
- 軍国酒場（1958年、大映）
- 底抜け三平　危険大歓迎 （1961年、国光フィルム）

### 脚本
- 無宿猫（1951年、新東宝）

### 企画
- 陽はまた昇る（2002年、東映）共同企画

### 構成
- 海軍と体操（1942年、日活多摩川＝海軍省教育局）
- 花形歌手　歌の明星（1953年、大映）